# Янміншань (національний парк)
Національний парк Янміншань — один із дев'яти національних парків Тайваню, розташований у Тайбеї та Новому Тайбеї. Райони, які частково перебувають у парку, включають райони Бейтоу і Шілінь Тайбея; і райони Ваньлі, Цзіньшань, Саньчжі та Даньшуй у Новому Тайбеї. Національний парк відомий своїми вишневими квітами, гарячими джерелами, покладами сірки, фумаролами, отруйними зміями та пішохідними стежками, включно з найвищим сплячим вулканом Тайваню, горою Цисін (Сім зірок), що здіймається до 1120 м (3 675 футів).

## Історія
Цей гірський хребет спочатку називався «Трав'яна гора» (кит. трад.: 草山; певедзі: Chháu-soaⁿ) під час династії Цін, стосовно гори Датунь (大屯山; Tōa-tūn-soaⁿ). Чиновники в цей період хвилювалися, що злодії крадуть сірку з її багатих покладів у цьому районі, тому вони регулярно підпалювали гору. Таким чином, було видно тільки траву і жодного дерева.
Daiton National Park, перший національний парк Тайваню був заснований 27 грудня 1937 року. Це був один із трьох національних парків, призначених генерал-губернатором Тайваню Сейдзо Кобаясі під час правління Японії.
У 1950 році президент Чан Кайші перейменував Трав'яну гору в Янміншань на честь вченого династії Мін Ван Янміна. У 1962 році тодішнє Бюро громадських робіт Тайваню почало планувати Національний парк Янміншань. Початкова площа планування становила 28400 гектарів, включаючи гору Кван-ін і вулканічну групу Татун.

## Ландшафт і геологія
На відміну від більшості інших національних парків, національний парк Янміншань має нижчу висоту. Незважаючи на те, що висота парку коливається лише від 200 до 1120 метрів, тут є багато красивих ландшафтів, таких як хребти, долини, озера, водоспади та басейни. Андезитові породи становлять більшу частину геології цього району.

## Сяоюкенг
Сяоюкенг(кит.: 小油坑) — поствулканічна геологічна ландшафтна зона, розташована на півночі Тайваню в національному парку Янміншань біля північно-західного підніжжя гори Семи зірок. Це приблизно 805 метрів над рівнем моря і славиться фумаролами, кристалами сірки, гарячими джерелами та вражаючою «зсувною місцевістю», утвореною після вулканічної діяльності.
Пішохідні стежки до гори Семи зірок доступні зі стоянки Сяоюкенг. Верхня точка стежки розташована на висоті 1120 метрів над рівнем моря, що є найвищою вершиною міста Тайбей. Стежка Сяоюкенг може з'єднатися з парком Цісін, ставом Менгуань і Ленгшуйкенг. Стежка також з'єднується з центром відвідувачів, другою автостоянкою Янміншань і автостанцією Янміншань.

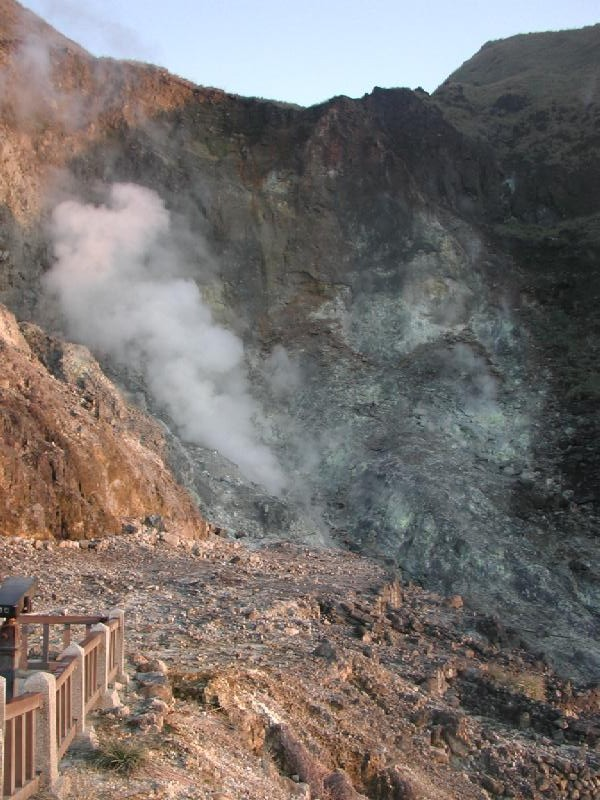
Активний фумарол у Сяоюкенг

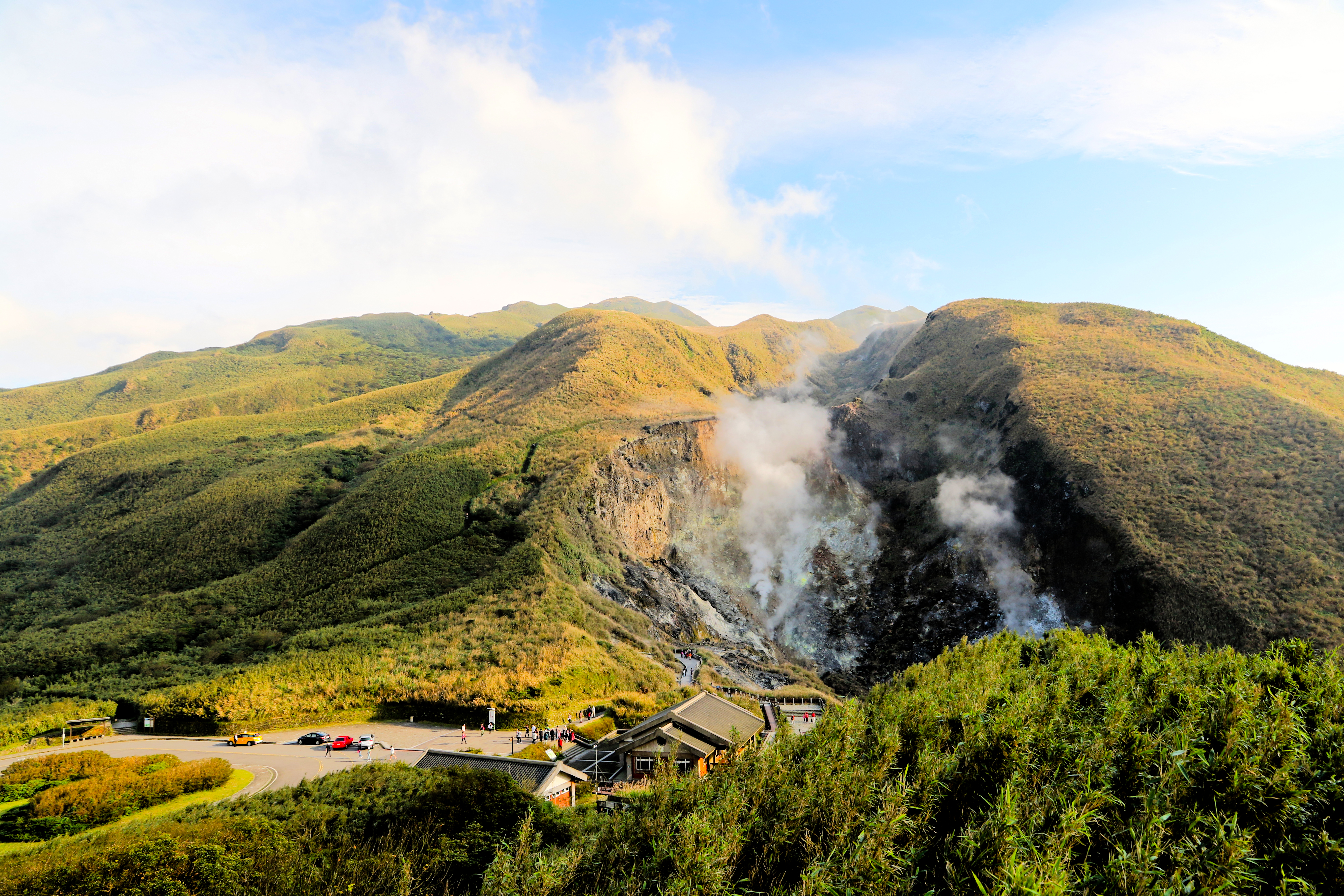
Віддалений вид на фумаролу Сяоюкен

## Флора і фауна
Через вплив постулканічної активності та опадів ґрунт у регіоні має високу кислотність. Завдяки впливу північно-східного мусону та мікроклімату місцевості температура взимку значно нижча, ніж у прилеглих районах. Вищезазначені фактори спричиняють відмінність рослинності від рослинності в інших регіонах на тій же широті. Тут можна зустріти деякі середньо- та високогірні рослини, такі як липа пташина та японський клен волохатий. Групи рослинності можна розділити на субтропічні мусонні ліси, помірні вічнозелені широколисті ліси та луки гірських хребтів. В області налічується 1360 видів судинно-пучкових рослин. Деякі з поширених: червоний нанму, крупнолистий мачілус, формозанська солодка камедь, тайванська вишня, морі клеєра та темно-плямиста вишня. Найвідомішим є тайванський ізоет у ставку Менхуань, водна папороть, що трапляється лише на Тайвані. Гора Датун є одним із найвідоміших місць, де можна побачити деякі із 168 видів метеликів на півночі Тайваню, причому їх найчастіше можна побачити з травня по серпень. Найбільш поширені з родин Papilionidae, Danainae та Nymphalidae. Також в області трапляються 122 види птахів. Однією з визначних пам'яток цього району є напівдика худоба.

## Клімат
Янміншань має вологий субтропічний клімат (Кеппен: Cfa). Літо тепле, вологе і супроводжується проливними дощами; в той час як зими прохолодні, дуже вологі та дуже туманні через північно-східні вітри з великої Сибірської височини, які посилюються завдяки накопиченню цього більш прохолодного повітря в басейні Тайбею. Через розташування Тайваню в Тихому океані на нього впливає сезон тихоокеанських тайфунів, який відбувається з червня по жовтень.
Наступні кліматичні дані стосуються метеостанції Anbu. В інших місцях національного парку може бути інша температура.
| Клімат Національний парк Янміншань, метеостанція Anbu (середнє значення 1991–2020) | Клімат Національний парк Янміншань, метеостанція Anbu (середнє значення 1991–2020) | Клімат Національний парк Янміншань, метеостанція Anbu (середнє значення 1991–2020) | Клімат Національний парк Янміншань, метеостанція Anbu (середнє значення 1991–2020) | Клімат Національний парк Янміншань, метеостанція Anbu (середнє значення 1991–2020) | Клімат Національний парк Янміншань, метеостанція Anbu (середнє значення 1991–2020) | Клімат Національний парк Янміншань, метеостанція Anbu (середнє значення 1991–2020) | Клімат Національний парк Янміншань, метеостанція Anbu (середнє значення 1991–2020) | Клімат Національний парк Янміншань, метеостанція Anbu (середнє значення 1991–2020) | Клімат Національний парк Янміншань, метеостанція Anbu (середнє значення 1991–2020) | Клімат Національний парк Янміншань, метеостанція Anbu (середнє значення 1991–2020) | Клімат Національний парк Янміншань, метеостанція Anbu (середнє значення 1991–2020) | Клімат Національний парк Янміншань, метеостанція Anbu (середнє значення 1991–2020) | Клімат Національний парк Янміншань, метеостанція Anbu (середнє значення 1991–2020) |
| Показник                                                                           | Січ.                                                                               | Лют.                                                                               | Бер.                                                                               | Квіт.                                                                              | Трав.                                                                              | Черв.                                                                              | Лип.                                                                               | Серп.                                                                              | Вер.                                                                               | Жовт.                                                                              | Лист.                                                                              | Груд.                                                                              |                                                                                    |
| Середній максимум, °C                                                              | 13,3                                                                               | 14,6                                                                               | 17,1                                                                               | 20,5                                                                               | 23,2                                                                               | 25,6                                                                               | 27,4                                                                               | 26,8                                                                               | 24,3                                                                               | 20,5                                                                               | 18,1                                                                               | 14,6                                                                               |                                                                                    |
| Середня температура, °C                                                            | 10,3                                                                               | 11,2                                                                               | 13,2                                                                               | 16,6                                                                               | 19,6                                                                               | 22,2                                                                               | 23,4                                                                               | 23,0                                                                               | 21,1                                                                               | 17,9                                                                               | 15,4                                                                               | 11,8                                                                               |                                                                                    |
| Середній мінімум, °C                                                               | 8,1                                                                                | 8,7                                                                                | 10,3                                                                               | 13,7                                                                               | 17,2                                                                               | 19,9                                                                               | 20,9                                                                               | 20,7                                                                               | 19,1                                                                               | 16,3                                                                               | 13,5                                                                               | 9,8                                                                                |                                                                                    |
| Середня кількість сонячних годин на місяць                                         | 59,0                                                                               | 58,7                                                                               | 78,1                                                                               | 77,2                                                                               | 79,6                                                                               | 85,2                                                                               | 138,4                                                                              | 124,7                                                                              | 96,0                                                                               | 61,5                                                                               | 51,4                                                                               | 46,6                                                                               |                                                                                    |
| Днів з дощем                                                                       | 21,2                                                                               | 18,3                                                                               | 18,3                                                                               | 15,8                                                                               | 15,6                                                                               | 14,3                                                                               | 9,7                                                                                | 13,1                                                                               | 16,3                                                                               | 20,1                                                                               | 20,9                                                                               | 21,4                                                                               |                                                                                    |
| Вологість повітря, %                                                               | 92.1                                                                               | 91.5                                                                               | 89.8                                                                               | 88.4                                                                               | 87.5                                                                               | 87.8                                                                               | 85.8                                                                               | 87.5                                                                               | 89.0                                                                               | 91.0                                                                               | 92.0                                                                               | 92.2                                                                               |                                                                                    |
| ---------------------------------------------------------------------------------- | ---------------------------------------------------------------------------------- | ---------------------------------------------------------------------------------- | ---------------------------------------------------------------------------------- | ---------------------------------------------------------------------------------- | ---------------------------------------------------------------------------------- | ---------------------------------------------------------------------------------- | ---------------------------------------------------------------------------------- | ---------------------------------------------------------------------------------- | ---------------------------------------------------------------------------------- | ---------------------------------------------------------------------------------- | ---------------------------------------------------------------------------------- | ---------------------------------------------------------------------------------- | ---------------------------------------------------------------------------------- |

## Пам'ятки історії та культури
- Університет китайської культури
- Будівля Чунг-Шань — місце зустрічі нині неіснуючої Національної асамблеї Республіки Китай
- Трав'яний гірський замок — літня резиденція Чан Кайші
- Будівля Гуанфу — побудована в 1971 році в палацовому стилі Північного Китаю на честь Сіньхайської революції.[13]
- Будинок і могила відомого письменника Лін Юйтана
- Янміншуву — колишній партійний архів Гоміндану
- Yangmingshan American Military Housing
- Громадське кладовище Янміншань № 1 — містить могили Сунь Фо та Гомера Лі.[14]
- Європейська школа Тайбея
- Гробниця Пужу, художника, педагога та двоюрідного брата останнього імператора Китаю Пуї.[15]
- Могила Юй Юженя
- Військове кладовище Wuchih Mountain

## Галерея

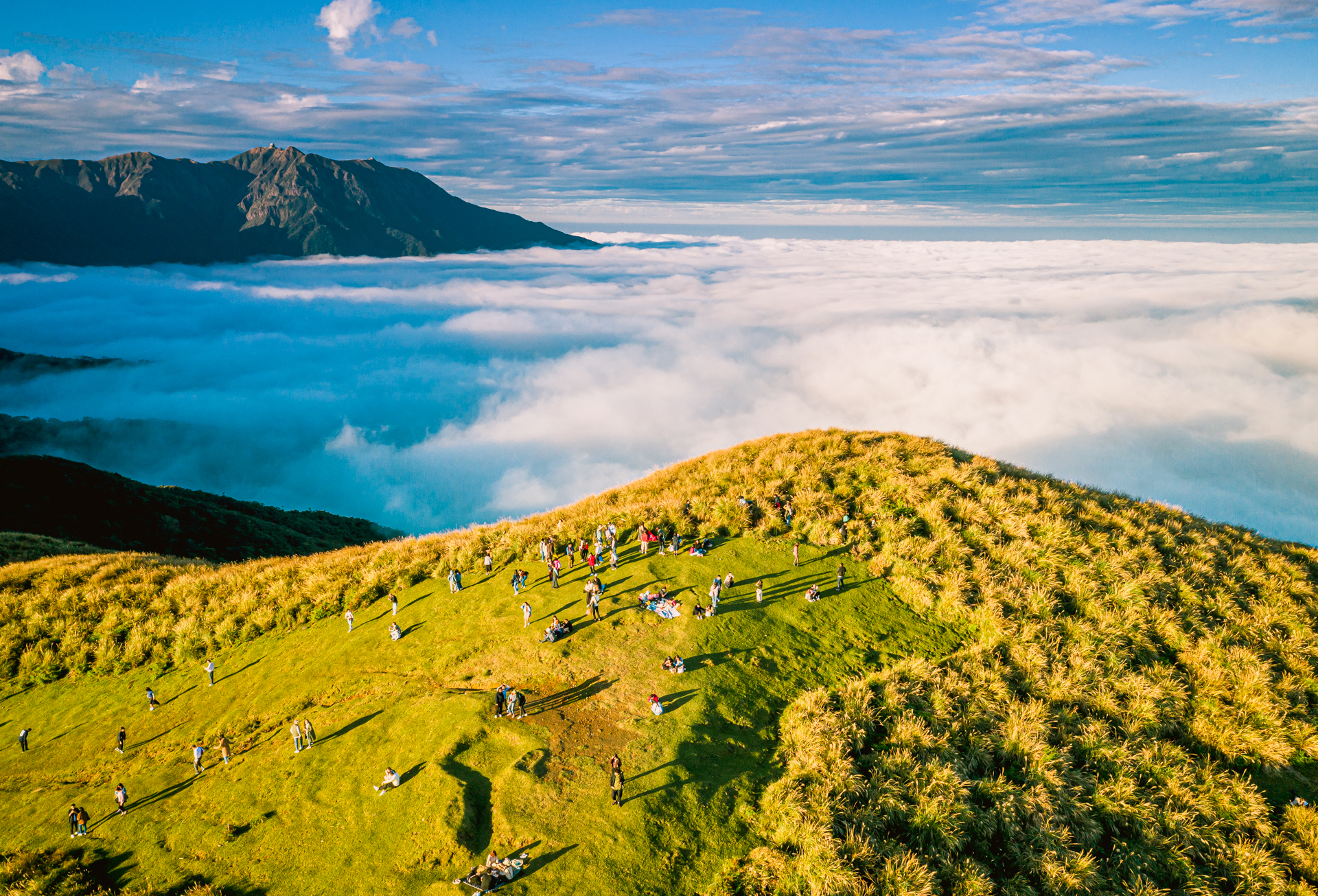
Qingtiangang
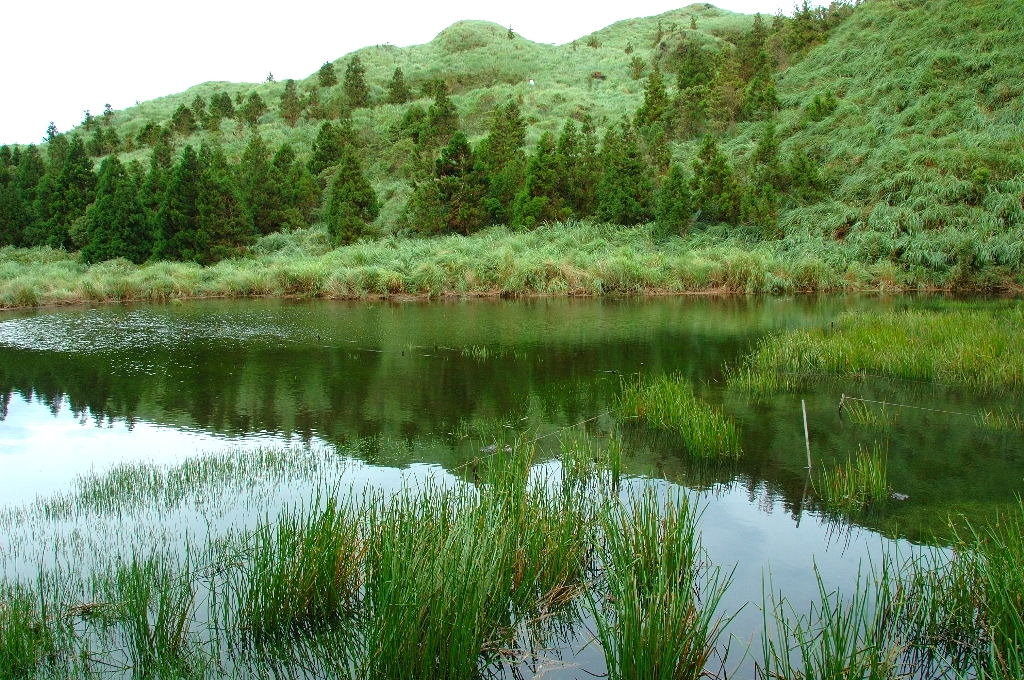
Озеро "Мрія"
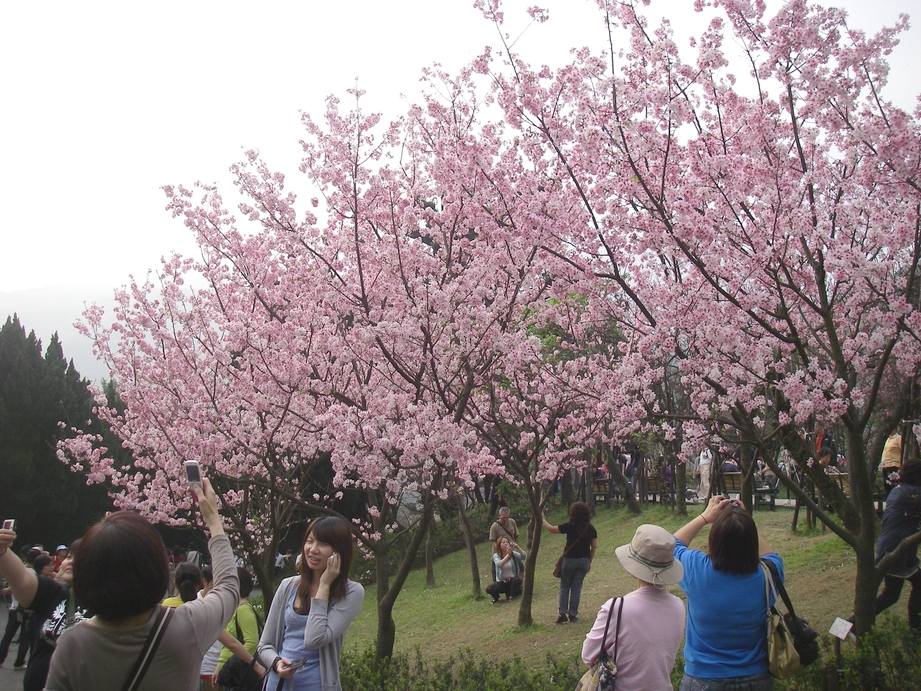
Вишневий цвіт
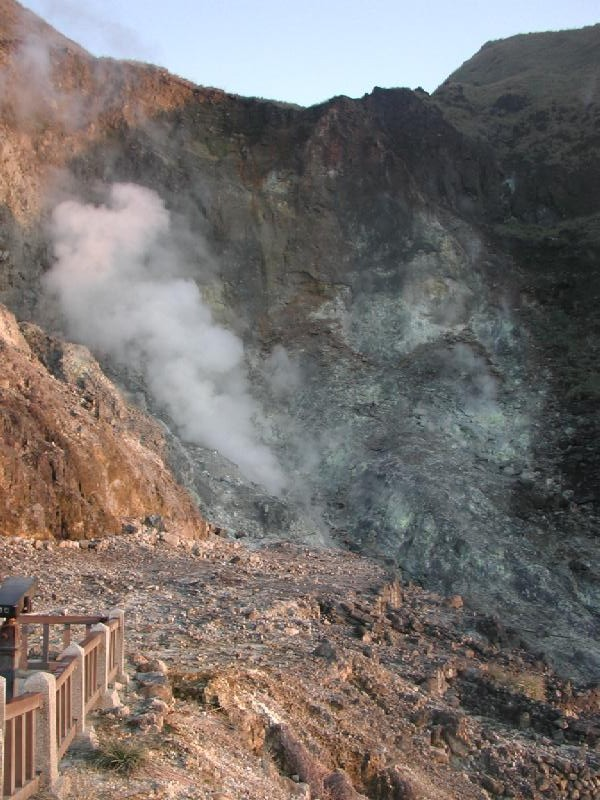
Ближчий вид фумарол на горі Сім зірок
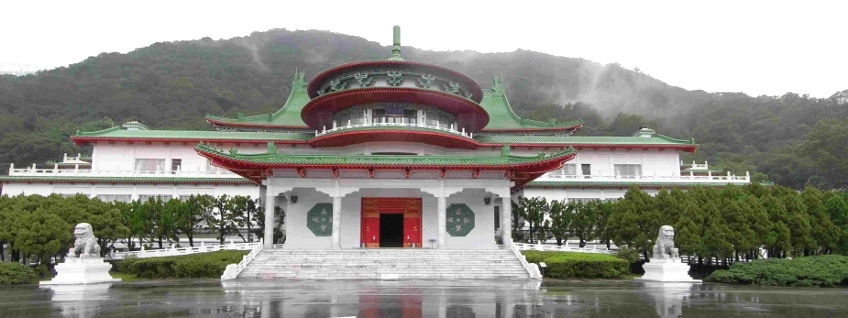
Будівля Чунг-Шань у Янміншані
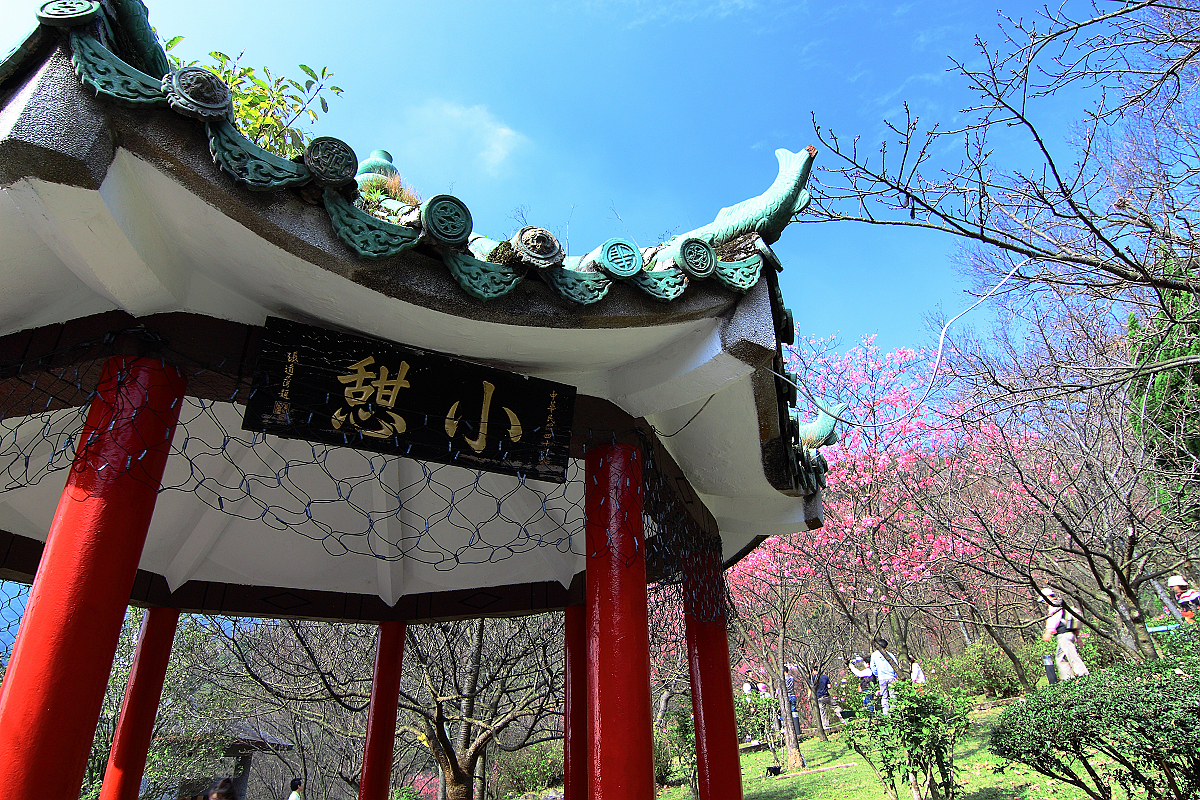
Китайський павільйон і сакура
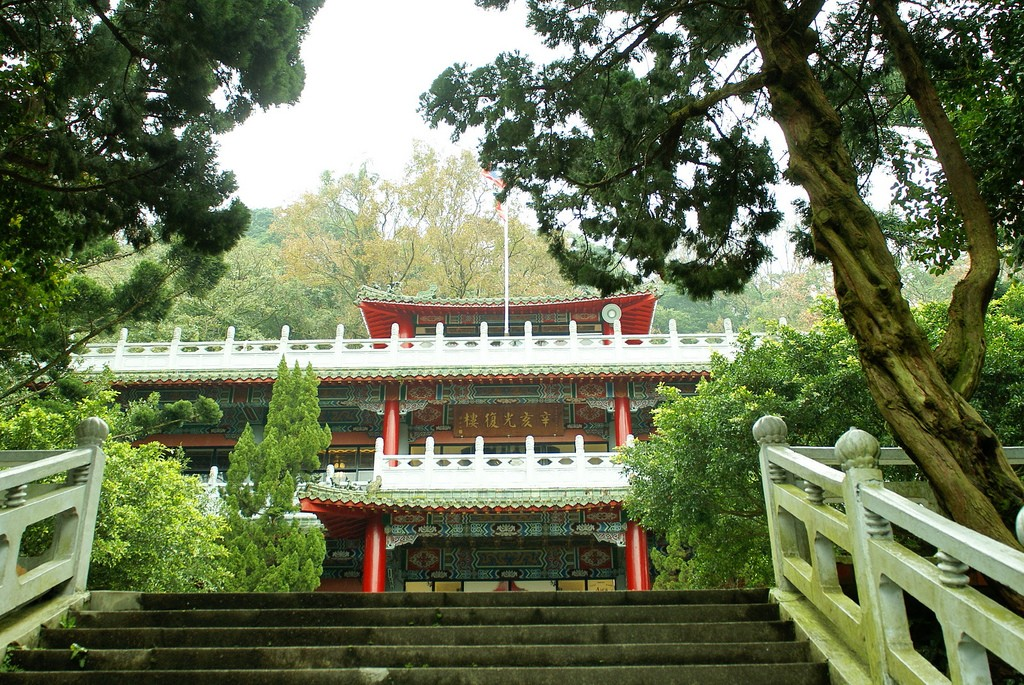
Будівля Гуанфу
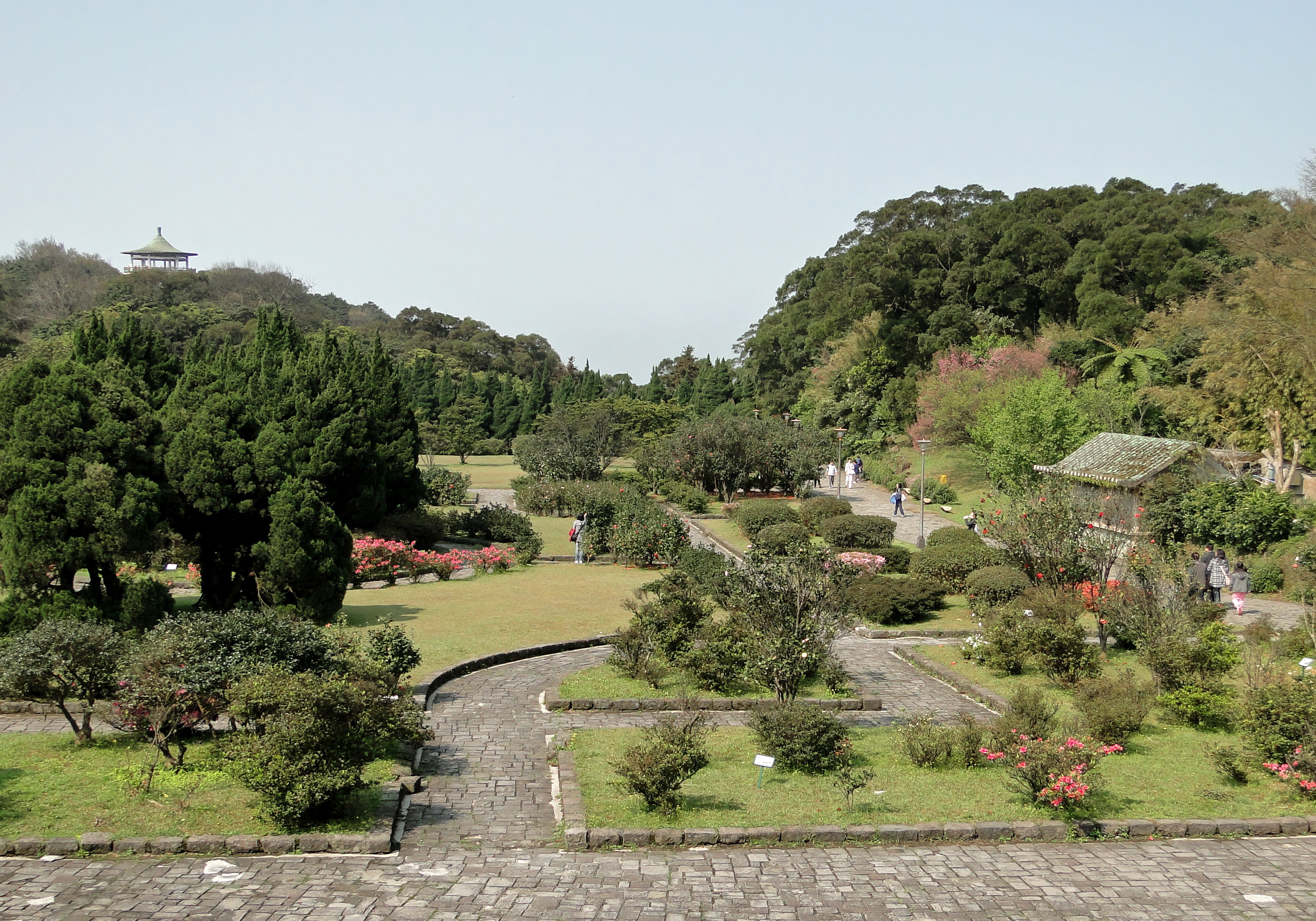
Біля входу в парк
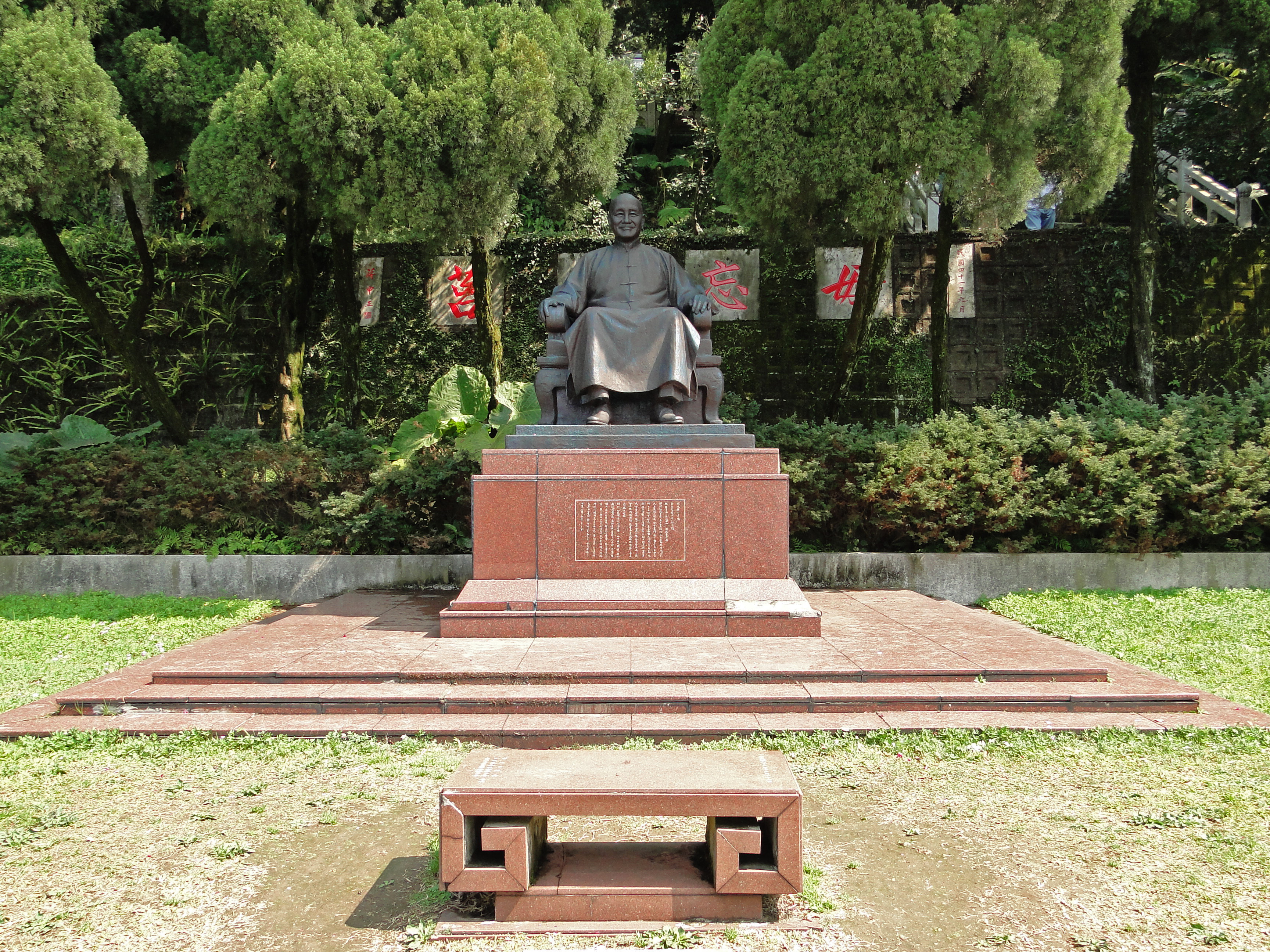
Статуя Чан Кайші в парку
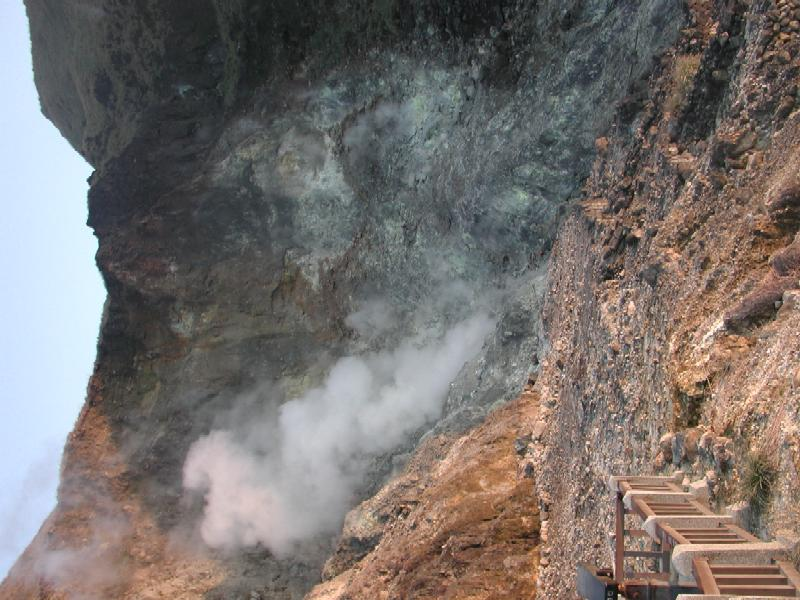
Гарячі джерела Янміншань